# Serie A 1979 (Ecuador)
La Serie A 1979 è stata la 21ª edizione della massima serie del campionato di calcio dell'Ecuador, ed è stata vinta dall'Emelec, giunto al suo quinto titolo.

## Formula
La prima fase è a 10 partecipanti, che si affrontano in un girone all'italiana; le prime tre si qualificano alla fase finale, e prendono dei punti bonus, da utilizzare nella fase finale, a seconda della loro posizione: il primo ne ottiene 3, il secondo 2 e il terzo 1. La seconda fase ricalca l'andamento della prima, con le due squadre vincitrici della prima fase della Serie B a sostituire le due retrocesse. La fase finale vede le 6 squadre qualificate disputarsi il titolo.

## Prima fase
|  | Pos. | Squadra              | Pt | G  | V  | N | P  | GF | GS | DR  |
|  | ---- | -------------------- | -- | -- | -- | - | -- | -- | -- | --- |
|  | 1.   | Deportivo Cuenca     | 23 | 18 | 10 | 3 | 5  | 26 | 18 | +8  |
|  | 2.   | LDU Quito            | 21 | 18 | 8  | 5 | 5  | 21 | 20 | +1  |
|  | 3.   | Universidad Católica | 20 | 18 | 9  | 2 | 7  | 27 | 21 | +6  |
|  | 3.   | Deportivo Quito      | 20 | 18 | 6  | 8 | 4  | 25 | 24 | +1  |
|  | 5.   | Emelec               | 19 | 18 | 9  | 1 | 8  | 30 | 24 | +6  |
|  | 5.   | Téc. Universitario   | 19 | 18 | 7  | 5 | 6  | 28 | 23 | +5  |
|  | 7.   | Barcelona SC         | 16 | 18 | 5  | 6 | 7  | 22 | 24 | -2  |
|  | 8.   | América de Quito     | 15 | 18 | 4  | 7 | 7  | 21 | 24 | -3  |
|  | 8.   | El Nacional          | 15 | 18 | 6  | 3 | 9  | 22 | 31 | -9  |
|  | 10.  | Bonita Banana        | 12 | 18 | 4  | 4 | 10 | 9  | 22 | -13 |

Deportivo Cuenca 3 punti bonus; LDU Quito 2; Universidad Católica 1.

## Seconda fase
Manta e Aucas promosse in qualità di vincitrici della prima fase della Serie B.

|  | Pos. | Squadra              | Pt | G  | V  | N | P  | GF | GS | DR  |
|  | ---- | -------------------- | -- | -- | -- | - | -- | -- | -- | --- |
|  | 1.   | Emelec               | 25 | 18 | 10 | 5 | 3  | 32 | 16 | +16 |
|  | 2.   | Téc. Universitario   | 21 | 18 | 7  | 7 | 4  | 25 | 18 | +7  |
|  | 3.   | Manta Sport          | 20 | 18 | 7  | 6 | 5  | 20 | 21 | -1  |
|  | 4.   | América de Quito     | 19 | 18 | 7  | 5 | 6  | 23 | 19 | +4  |
|  | 4.   | Barcelona SC         | 19 | 18 | 8  | 3 | 7  | 27 | 24 | +3  |
|  | 6.   | Universidad Católica | 18 | 18 | 6  | 6 | 6  | 26 | 25 | +1  |
|  | 7.   | Deportivo Cuenca     | 17 | 18 | 5  | 7 | 6  | 18 | 19 | -1  |
|  | 7.   | LDU Quito            | 17 | 18 | 7  | 3 | 8  | 15 | 21 | -6  |
|  | 9.   | Aucas                | 15 | 18 | 5  | 5 | 8  | 19 | 29 | -10 |
|  | 10.  | Deportivo Quito      | 9  | 18 | 2  | 5 | 11 | 20 | 33 | -13 |

Emelec 3 punti bonus; Técnico Universitario 2; Manta Sport 1.

## Fase finale
Punti bonus: Deportivo Cuenca 3, Emelec 3, LDU Quito 2, Técnico Universitario 2, Universidad Católica 1, Manta 1.

|                    | Pos. | Squadra              | Pt | G  | V | N | P | GF | GS | DR |
| ------------------ | ---- | -------------------- | -- | -- | - | - | - | -- | -- | -- |
| Ecuador (bandiera) | 1.   | Emelec               | 17 | 10 | 5 | 4 | 1 | 16 | 10 | +6 |
|                    | 2.   | Universidad Católica | 16 | 10 | 7 | 1 | 2 | 12 | 6  | +6 |
|                    | 3.   | Manta Sport          | 11 | 10 | 3 | 4 | 3 | 11 | 8  | +3 |
|                    | 4.   | Téc. Universitario   | 10 | 10 | 3 | 2 | 5 | 13 | 16 | -3 |
|                    | 4.   | LDU Quito            | 10 | 10 | 3 | 2 | 5 | 13 | 17 | -4 |
|                    | 6.   | Deportivo Cuenca     | 8  | 10 | 1 | 3 | 6 | 8  | 16 | -8 |

## Verdetti
- Emelec campione nazionale
- Emelec e Universidad Católica in Coppa Libertadores 1980
- El Nacional, Bonita Banana, Aucas e Deportivo Quito retrocessi.

## Classifica marcatori
| Gol |  |  | Giocatore    | Squadra |
| --- |  |  | ------------ | ------- |
| 26  |  |  | Carlos Miori | Emelec  |